# Bellekouter

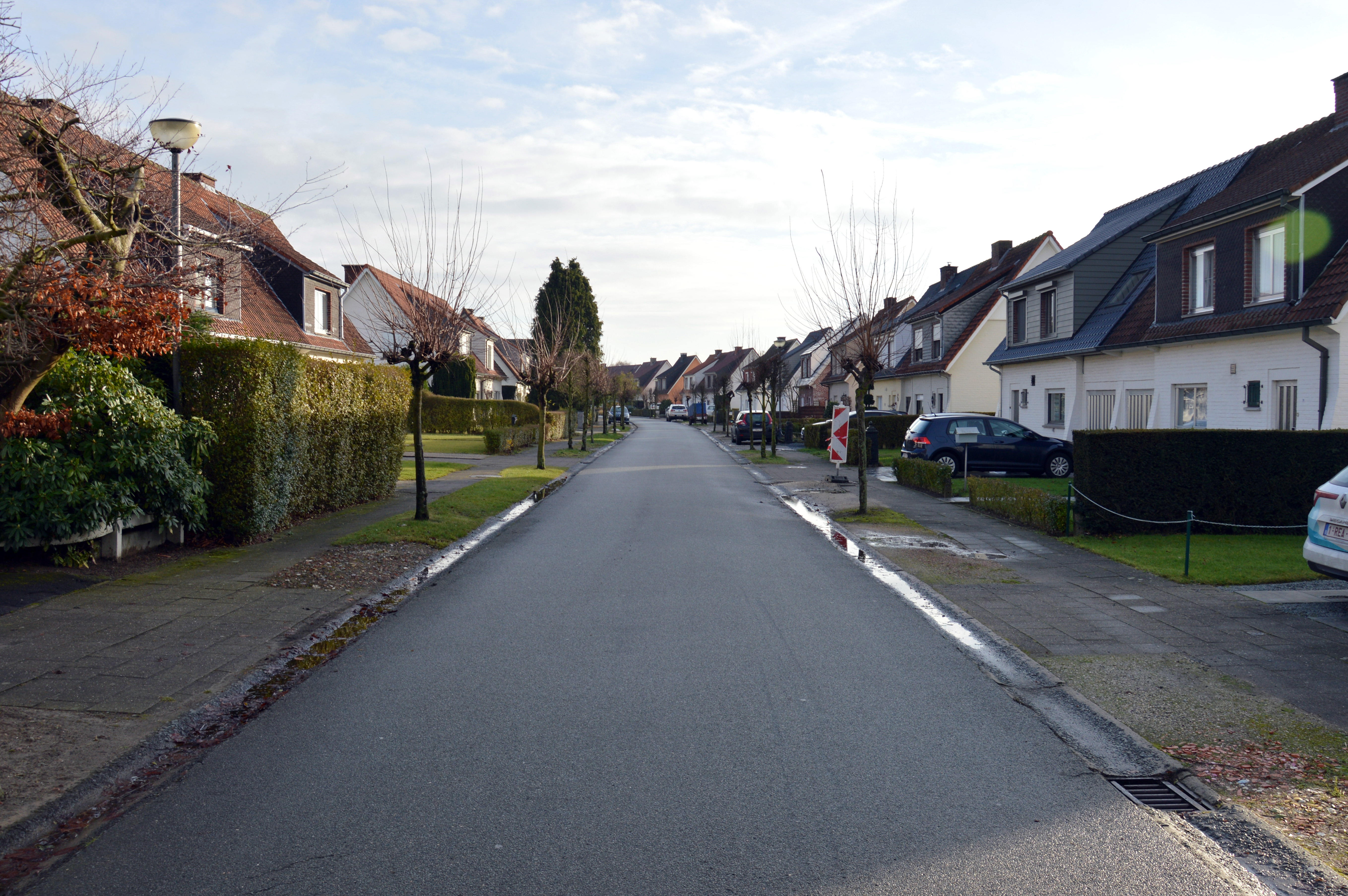
Bellekouterlaan

Bellekouter is een woonwijk in Schellebelle, in de Belgische gemeente Wichelen. De wijk ligt ten zuiden van de Hekkergemstraat, ten oosten van de Stationstraat en ten noorden van de spoorlijn. In het oosten ligt het gehucht Hoek (Hoekstraat).
De centraal gelegen Bellekouterlaan en Burgemeester d'Hollanderlaan vormen het oudste gedeelte. Na de jaren 70 werd de wijk uitgebreid met Kloosterland. De recentste uitbreidingen, de meer zuidelijk gelegen straten Heuvel en Reukens, die de Bellekouterlaan voor zwakke weggebruikers verbinden met het Pareel, dateren uit de jaren 2000.
De wijk werd oostwaarts uitgebreid, richting Hoekstraat en Pijpoelstraat, met het gemeentelijke sportterrein "De Cirkel".